# Liste der Nummer-eins-Hits in den britischen Charts (1956)
Diese Liste enthält alle britischen Nummer-eins-Hits im Jahr 1956. Es gab in diesem Jahr 15 Nummer-eins-Singles und sechs Nummer-eins-Alben (ab dem 22. Juli).
Die Angaben basieren auf den offiziellen Verkaufshitparaden der Official UK Charts Company für das Vereinigte Königreich. Bei den Singles wurden die Charts der Zeitschrift New Musical Express verwendet, bei den Alben die Charts des Record Mirror. Die Datumsangaben beziehen sich auf die mit dem Gültigkeitsdatum der Charts endende Woche.

## Singles
| ← 1955 ← | Liste der Nummer-eins-Hits in den britischen Charts | Liste der Nummer-eins-Hits in den britischen Charts | Liste der Nummer-eins-Hits in den britischen Charts                                   | 1957 → |
| \| Zeitraum \| Wo. ges. \| Interpret \| Titel Autor(en) \| Zusätzliche Informationen \| \| (Zeitraum, Wochen auf Platz eins, Interpret, Titel, Autor[en], zusätzliche Informationen) \| \| \| \| \| \| ----------------------------------------------------------------------------------------- \| -------- \| ---------------------------------------------- \| ------------------------------------------------------------------------------------- \| ------------------------------------------------------------------------------------------------------------------------------------------------------------------------------------------------------------------------------------------------------------------------------------------------------------------------ \| \| 16. Dezember 1955 – 5. Januar 1956 3 Wochen \| 3 \| Dickie Valentine \| Christmas Alphabet Buddy Kaye, Jules Loman \| - \| \| 6. Januar 1956 – 19. Januar 1956 2 Wochen (insgesamt 5) \| 5 \| Bill Haley & His Comets \| Rock Around the Clock Max C. Freedman, Jimmy DeKnight \| – \| \| 20. Januar 1956 – 16. Februar 1956 4 Wochen \| 4 \| Tennessee Ernie Ford \| Sixteen Tons Merle Travis \| Obwohl der Countrysänger vor allem für dieses Lied bekannt ist, war es bereits sein zweiter britischer Nummer-eins-Hit nach Give Me Your Word im Vorjahr. Merle Travis hatte mit dem Lied bereits 1947 einen Hit. \| \| 17. Februar 1956 – 15. März 1956 4 Wochen \| 4 \| Dean Martin \| Memories Are Made of This Terry Gilkyson, Richard Dehr, Frank Miller \| Das Lied wurde von der US-Folkband The Easy Riders geschrieben. Sie halfen bei seinem einzigen UK-Nummer-eins-Hit auch als Backgroundsänger mit. Insgesamt hatte Dean Martin 10 Top-10-Hits in den britischen Charts. \| \| 16. März 1956 – 29. März 1956 2 Wochen (insgesamt 3) \| 3 \| The Dream Weavers \| It’s Almost Tomorrow Gene Adkinson, Wade Buff \| Das selbstgeschriebene Lied war der einzige Charthit des Studentenduos aus den USA. \| \| 30. März 1956 – 5. April 1956 1 Woche \| 1 \| Kay Starr with the Hugo Winterhalter Orchestra \| Rock and Roll Waltz Roy Alfred, Shorty Allen \| Nachdem die US-Sängerin 1953 bereits einen der ersten Nummer-eins-Hits der UK-Charts gehabt hatte, stand sie ein zweites Mal an Spitze. Fünfmal kam sie in die Charts, die erste und die letzte Single erreichten die Topposition. \| \| 6. April 1956 – 12. April 1956 1 Woche (insgesamt 3) \| 3 \| The Dream Weavers \| It’s Almost Tomorrow Gene Adkinson, Wade Buff \| – \| \| 13. April 1956 – 3. Mai 1956 3 Wochen \| 3 \| Winifred Atwell \| The Poor People of Paris Marguerite Angèle Monnot \| Monnot schrieb das Lied ursprünglich für Edith Piaf (Originaltitel: La goualante du pauvre Jean). Winifred Atwell aus Trinidad war wie Monnot Pianistin und stand mit ihrer Klavierversion nach 1954 bereits zum zweiten Mal an der Spitze der britischen Charts. \| \| 4. Mai 1956 – 14. Juni 1956 6 Wochen \| 6 \| Ronnie Hilton \| No Other Love Richard Rodgers, Oscar Hammerstein II \| Das Lied stammt aus dem Broadway-Musical Me and Juliet. \| \| 15. Juni 1956 – 19. Juli 1956 5 Wochen \| 5 \| Pat Boone \| I’ll Be Home Ferdinand Washington, Stanley Lewis \| Obwohl Pat Boone bekanntere Hits hatte, war dies sein einziger Nummer-eins-Hit in den UK-Charts. Bis 1962 erreichte er danach noch dreimal Platz 2. Das Lied war ein Cover eines Hits der R&B-Band The Flamingos. \| \| 20. Juli 1956 – 9. August 1956 3 Wochen \| 3 \| The Teenagers feat. Frankie Lymon \| Why Do Fools Fall in Love Morris Levy, Frank Joseph Lymon \| Mit 13 Jahren war Frankie Lymon der bis dahin jüngste Interpret an der Chartspitze. \| \| 10. August 1956 – 20. September 1956 6 Wochen \| 6 \| Doris Day \| Whatever Will Be, Will Be (Que Sera, Sera) Jay Livingston, Raymond B. Evans \| Nach Secret Love (1954) war es der zweite britische Nummer-eins-Hit für die Schauspielerin und Sängerin. Der Hitchcock-Film Der Mann, der zuviel wusste mit Day und James Stewart machte das Lied populär. \| \| 15. September 1956 – 18. Oktober 1956 5 Wochen \| 5 \| Anne Shelton \| Lay Down Your Arms Åke Gerhard Larsson, Leon Landgren; englischer Text: Paddy Roberts \| Das Original des Lieds stammt aus Schweden, ursprünglich hieß es Ann-Caroline und war ein Hit für Thory Bernhards. \| \| 19. Oktober 1956 – 15. November 1956 4 Wochen \| 4 \| Frankie Laine \| A Woman in Love Frank Loesser \| Zum vierten und letzten Mal stand Frankie Laine an der Chartspitze. Auch bei diesem Lied verhalf ein Film zum Erfolg, allerdings wurde es in Schwere Jungs – leichte Mädchen von Marlon Brando gesungen. Der Film ist aber nur eine Musical-Verfilmung: Guys and Dolls von Frank Loesser lief 1953 im Londoner West End. \| \| 16. November 1956 – 3. Januar 1957 7 Wochen \| 7 \| Johnnie Ray \| Just Walkin’ in the Rain Johnny Bragg, Robert Stanley Riley \| Drei Jahre zuvor war das Lied ein Hit für Johnny Bragg und seine Doo-Wop-Gruppe The Prisonaires gewesen, die tatsächlich aus Gefängnisinsassen (prison = Gefängnis) bestanden. \| \| 29. Dezember 1956 – 4. Januar 1957 1 Woche (insgesamt 3) \| 3 \| Guy Mitchell \| Singing the Blues Melvin Endsley \| Im Original war das Lied im selben Jahr ein Country-Hit für Marty Robbins. \| |                                                     |                                                     |                                                                                       | |
| ← 1955 |                                                     |                                                     |                                                                                       | → 1957 → |
| Zeitraum | Wo. ges.                                            | Interpret                                           | Titel Autor(en)                                                                       | Zusätzliche Informationen |
| (Zeitraum, Wochen auf Platz eins, Interpret, Titel, Autor[en], zusätzliche Informationen) |                                                     |                                                     |                                                                                       | |
| 16. Dezember 1955 – 5. Januar 1956 3 Wochen | 3                                                   | Dickie Valentine                                    | Christmas Alphabet Buddy Kaye, Jules Loman                                            | - |
| 6. Januar 1956 – 19. Januar 1956 2 Wochen (insgesamt 5) | 5                                                   | Bill Haley & His Comets                             | Rock Around the Clock Max C. Freedman, Jimmy DeKnight                                 | – |
| 20. Januar 1956 – 16. Februar 1956 4 Wochen | 4                                                   | Tennessee Ernie Ford                                | Sixteen Tons Merle Travis                                                             | Obwohl der Countrysänger vor allem für dieses Lied bekannt ist, war es bereits sein zweiter britischer Nummer-eins-Hit nach Give Me Your Word im Vorjahr. Merle Travis hatte mit dem Lied bereits 1947 einen Hit. |
| 17. Februar 1956 – 15. März 1956 4 Wochen | 4                                                   | Dean Martin                                         | Memories Are Made of This Terry Gilkyson, Richard Dehr, Frank Miller                  | Das Lied wurde von der US-Folkband The Easy Riders geschrieben. Sie halfen bei seinem einzigen UK-Nummer-eins-Hit auch als Backgroundsänger mit. Insgesamt hatte Dean Martin 10 Top-10-Hits in den britischen Charts. |
| 16. März 1956 – 29. März 1956 2 Wochen (insgesamt 3) | 3                                                   | The Dream Weavers                                   | It’s Almost Tomorrow Gene Adkinson, Wade Buff                                         | Das selbstgeschriebene Lied war der einzige Charthit des Studentenduos aus den USA. |
| 30. März 1956 – 5. April 1956 1 Woche | 1                                                   | Kay Starr with the Hugo Winterhalter Orchestra      | Rock and Roll Waltz Roy Alfred, Shorty Allen                                          | Nachdem die US-Sängerin 1953 bereits einen der ersten Nummer-eins-Hits der UK-Charts gehabt hatte, stand sie ein zweites Mal an Spitze. Fünfmal kam sie in die Charts, die erste und die letzte Single erreichten die Topposition.                                                                                       |
| 6. April 1956 – 12. April 1956 1 Woche (insgesamt 3) | 3                                                   | The Dream Weavers                                   | It’s Almost Tomorrow Gene Adkinson, Wade Buff                                         | – |
| 13. April 1956 – 3. Mai 1956 3 Wochen | 3                                                   | Winifred Atwell                                     | The Poor People of Paris Marguerite Angèle Monnot                                     | Monnot schrieb das Lied ursprünglich für Edith Piaf (Originaltitel: La goualante du pauvre Jean). Winifred Atwell aus Trinidad war wie Monnot Pianistin und stand mit ihrer Klavierversion nach 1954 bereits zum zweiten Mal an der Spitze der britischen Charts.                                                        |
| 4. Mai 1956 – 14. Juni 1956 6 Wochen | 6                                                   | Ronnie Hilton                                       | No Other Love Richard Rodgers, Oscar Hammerstein II                                   | Das Lied stammt aus dem Broadway-Musical Me and Juliet. |
| 15. Juni 1956 – 19. Juli 1956 5 Wochen | 5                                                   | Pat Boone                                           | I’ll Be Home Ferdinand Washington, Stanley Lewis                                      | Obwohl Pat Boone bekanntere Hits hatte, war dies sein einziger Nummer-eins-Hit in den UK-Charts. Bis 1962 erreichte er danach noch dreimal Platz 2. Das Lied war ein Cover eines Hits der R&B-Band The Flamingos. |
| 20. Juli 1956 – 9. August 1956 3 Wochen | 3                                                   | The Teenagers feat. Frankie Lymon                   | Why Do Fools Fall in Love Morris Levy, Frank Joseph Lymon                             | Mit 13 Jahren war Frankie Lymon der bis dahin jüngste Interpret an der Chartspitze. |
| 10. August 1956 – 20. September 1956 6 Wochen | 6                                                   | Doris Day                                           | Whatever Will Be, Will Be (Que Sera, Sera) Jay Livingston, Raymond B. Evans           | Nach Secret Love (1954) war es der zweite britische Nummer-eins-Hit für die Schauspielerin und Sängerin. Der Hitchcock-Film Der Mann, der zuviel wusste mit Day und James Stewart machte das Lied populär. |
| 15. September 1956 – 18. Oktober 1956 5 Wochen | 5                                                   | Anne Shelton                                        | Lay Down Your Arms Åke Gerhard Larsson, Leon Landgren; englischer Text: Paddy Roberts | Das Original des Lieds stammt aus Schweden, ursprünglich hieß es Ann-Caroline und war ein Hit für Thory Bernhards. |
| 19. Oktober 1956 – 15. November 1956 4 Wochen | 4                                                   | Frankie Laine                                       | A Woman in Love Frank Loesser                                                         | Zum vierten und letzten Mal stand Frankie Laine an der Chartspitze. Auch bei diesem Lied verhalf ein Film zum Erfolg, allerdings wurde es in Schwere Jungs – leichte Mädchen von Marlon Brando gesungen. Der Film ist aber nur eine Musical-Verfilmung: Guys and Dolls von Frank Loesser lief 1953 im Londoner West End. |
| 16. November 1956 – 3. Januar 1957 7 Wochen | 7                                                   | Johnnie Ray                                         | Just Walkin’ in the Rain Johnny Bragg, Robert Stanley Riley                           | Drei Jahre zuvor war das Lied ein Hit für Johnny Bragg und seine Doo-Wop-Gruppe The Prisonaires gewesen, die tatsächlich aus Gefängnisinsassen (prison = Gefängnis) bestanden. |
| 29. Dezember 1956 – 4. Januar 1957 1 Woche (insgesamt 3) | 3                                                   | Guy Mitchell                                        | Singing the Blues Melvin Endsley                                                      | Im Original war das Lied im selben Jahr ein Country-Hit für Marty Robbins. |

## Alben
| ← 1955 ← | Liste der Nummer-eins-Hits in den britischen Charts | Liste der Nummer-eins-Hits in den britischen Charts | Liste der Nummer-eins-Hits in den britischen Charts | 1957 →                    |
| \| Zeitraum \| Wo. ges. \| Interpret \| Titel \| Zusätzliche Informationen \| \| (Zeitraum, Wochen auf Platz eins, Interpret, Titel, zusätzliche Informationen) \| \| \| \| \| \| ------------------------------------------------------------------------------ \| -------- \| ----------------------- \| ------------------------- \| ------------------------- \| \| 22. Juli 1956 – 4. August 1956 2 Wochen (insgesamt 3) \| 3 \| Frank Sinatra \| Songs for Swingin’ Lovers \| – \| \| 5. August 1956 – 18. August 1956 2 Wochen (insgesamt 6) \| 6 \| (Soundtrack) \| Carousel \| – \| \| 19. August 1956 – 25. August 1956 1 Woche (insgesamt 3) \| 3 \| Frank Sinatra \| Songs for Swingin’ Lovers \| – \| \| 26. August 1956 – 22. September 1956 4 Wochen (insgesamt 6) \| 6 \| (Soundtrack) \| Carousel \| – \| \| 23. September 1956 – 6. Oktober 1956 2 Wochen (insgesamt 3) \| 3 \| (Soundtrack) \| Oklahoma! \| – \| \| 7. Oktober 1956 – 20. Oktober 1956 2 Wochen (insgesamt 48) \| 48 \| (Soundtrack) \| The King and I \| – \| \| 21. Oktober 1956 – 27. Oktober 1956 1 Woche \| 1 \| Bill Haley & His Comets \| Rock ’n’ Roll Stage Shows \| – \| \| 28. Oktober 1956 – 3. November 1956 1 Woche (insgesamt 48) \| 48 \| (Soundtrack) \| The King and I \| – \| \| 4. November 1956 – 10. November 1956 1 Woche \| 1 \| Elvis Presley \| Rock ’n’ Roll \| – \| \| 11. November 1956 – 9. Februar 1957 13 Wochen (insgesamt 48) \| 48 \| (Soundtrack) \| The King and I \| – \| |                                                     |                                                     |                                                     |                           |
| ← 1955 |                                                     |                                                     |                                                     | → 1957 →                  |
| Zeitraum | Wo. ges.                                            | Interpret                                           | Titel                                               | Zusätzliche Informationen |
| (Zeitraum, Wochen auf Platz eins, Interpret, Titel, zusätzliche Informationen) |                                                     |                                                     |                                                     |                           |
| 22. Juli 1956 – 4. August 1956 2 Wochen (insgesamt 3) | 3                                                   | Frank Sinatra                                       | Songs for Swingin’ Lovers                           | –                         |
| 5. August 1956 – 18. August 1956 2 Wochen (insgesamt 6) | 6                                                   | (Soundtrack)                                        | Carousel                                            | –                         |
| 19. August 1956 – 25. August 1956 1 Woche (insgesamt 3) | 3                                                   | Frank Sinatra                                       | Songs for Swingin’ Lovers                           | –                         |
| 26. August 1956 – 22. September 1956 4 Wochen (insgesamt 6) | 6                                                   | (Soundtrack)                                        | Carousel                                            | –                         |
| 23. September 1956 – 6. Oktober 1956 2 Wochen (insgesamt 3) | 3                                                   | (Soundtrack)                                        | Oklahoma!                                           | –                         |
| 7. Oktober 1956 – 20. Oktober 1956 2 Wochen (insgesamt 48) | 48                                                  | (Soundtrack)                                        | The King and I                                      | –                         |
| 21. Oktober 1956 – 27. Oktober 1956 1 Woche | 1                                                   | Bill Haley & His Comets                             | Rock ’n’ Roll Stage Shows                           | –                         |
| 28. Oktober 1956 – 3. November 1956 1 Woche (insgesamt 48) | 48                                                  | (Soundtrack)                                        | The King and I                                      | –                         |
| 4. November 1956 – 10. November 1956 1 Woche | 1                                                   | Elvis Presley                                       | Rock ’n’ Roll                                       | –                         |
| 11. November 1956 – 9. Februar 1957 13 Wochen (insgesamt 48) | 48                                                  | (Soundtrack)                                        | The King and I                                      | –                         |

## Jahreshitparade
| ← 1955 | Singlehits des Jahres in den britischen Charts | Singlehits des Jahres in den britischen Charts | Singlehits des Jahres in den britischen Charts | 1957 → |

| Platz | Platz | Interpret                                      | Interpret                                      | Titel Autor(en)                                                             |
| ----- | ----- | ---------------------------------------------- | ---------------------------------------------- | --------------------------------------------------------------------------- |
| 1     | 1     | Pat Boone                                      | Pat Boone                                      | I’ll Be Home Ferdinand Washington, Stanley Lewis                            |
| 2     | 2     | The Dream Weavers                              | The Dream Weavers                              | It’s Almost Tomorrow Gene Adkinson, Wade Buff                               |
| 3     | 3     | Doris Day                                      | Doris Day                                      | Whatever Will Be, Will Be (Que Sera, Sera) Jay Livingston, Raymond B. Evans |
| 4     | 4     | Winifred Atwell                                | Winifred Atwell                                | The Poor People of Paris Marguerite Angèle Monnot                           |
| 5     | 5     | The Teenagers feat. Frankie Lymon              | The Teenagers feat. Frankie Lymon              | Why Do Fools Fall in Love Morris Levy, Frank Joseph Lymon                   |
| 6     | 6     | Kay Starr with the Hugo Winterhalter Orchestra | Kay Starr with the Hugo Winterhalter Orchestra | Rock and Roll Waltz Roy Alfred, Shorty Allen                                |
| 7     | 7     | Johnnie Ray                                    | Johnnie Ray                                    | Just Walkin’ in the Rain Johnny Bragg, Robert Stanley Riley                 |
| 8     | 8     | Lou Busch                                      | Lou Busch                                      | Zambesi Musik: Anton De Waal; Text: Nico Carstens                           |
| 9     | 9     | Elvis Presley                                  | Elvis Presley                                  | Hound Dog Jerry Leiber, Mike Stoller                                        |
| 10    | 10    | Frankie Laine                                  | Frankie Laine                                  | A Woman in Love Frank Loesser                                               |

| ← 1955 |  |  |  | 1957 → |